# Vermögensverzeichnis
Das Vermögensverzeichnis ist ein Dokument, in das die Angaben aufgenommen werden, welche der Schuldner im Rahmen der Zwangsvollstreckung nach der deutschen Zivilprozessordnung (ZPO) zu machen hat, wenn er eine Vermögensauskunft nach § 802c ZPO oder eine Vermögensübersicht nach § 153 InsO abzugeben hat. Es ist weder mit dem Schuldnerverzeichnis noch mit dem Vermögensverzeichnis des Vormundes oder Betreuers nach § 1802 BGB identisch.
Die gesetzlichen Regelungen über das Vermögensverzeichnis sind durch das Gesetz zur Reform der Sachaufklärung in der Zwangsvollstreckung mit Wirkung vom 1. Januar 2013 geändert worden. 

## Seit 1. Januar 2013 geltendes Recht
Geht der Vollstreckungsauftrag nach dem 31. Dezember 2012 ein, besteht nach neuem Recht die Pflicht des Schuldner zur Erteilung der Vermögensauskunft bei Vorliegen der Voraussetzungen der Zwangsvollstreckung gemäß § 802c ZPO von vornherein, wenn der Gläubiger einen entsprechenden Auftrag nach § 802a ZPO erteilt. Wird die Forderung nicht in einer vom Gerichtsvollzieher gesetzten Zahlungsfrist von zwei Wochen vollständig beglichen, wird Termin zur Abnahme der Vermögensauskunft bestimmt (§ 802f Abs. 1 ZPO). Bei der Auskunftserteilung hat der Schuldner alle ihm gehörenden Vermögensgegenstände anzugeben sowie weitere in § 802c Abs. 2 ZPO genannte Angaben zu machen. Aus den vom Schuldner gemachten Angaben errichtet der Gerichtsvollzieher sogleich ein elektronisches Dokument, das vom Gesetz in § 802f Abs. 5 Satz 1 ZPO als Vermögensverzeichnis bezeichnet wird (Legaldefinition). Die darin enthaltenen Angaben sind dem Schuldner vorzulesen oder zur Durchsicht auf einem Bildschirm wiederzugeben. Sodann hat der Schuldner zu Protokoll an Eides statt zu versichern, dass er die Angaben nach bestem Wissen und Gewissen richtig und vollständig gemacht habe (§ 802f Abs. 5 Satz 2, § 802c Abs. 3 ZPO). Anschließend hinterlegt der Gerichtsvollzieher das Vermögensverzeichnis bei dem zentralen Vollstreckungsgericht und leitet dem Gläubiger einen Ausdruck zu (§ 802f Abs. 6 ZPO).
Soweit später weitere Gläubiger gegen denselben Schuldner die Zwangsvollstreckung betreiben, bedarf es innerhalb der nächsten zwei Jahre, soweit nicht Änderungen in den Vermögensverhältnissen glaubhaft gemacht werden, einer nochmaligen Vermögensauskunft nicht. Stattdessen leitet der dann zuständige Gerichtsvollzieher dem Gläubiger einen Abdruck des letzten abgegebenen Vermögensverzeichnisses zu (§ 802d ZPO). Zu diesem Zweck kann der Gerichtsvollzieher das zentral gespeicherte Vermögensverzeichnis zu Vollstreckungszwecken abrufen (§ 802k Abs. 2 ZPO).
Außerdem können auch Vollstreckungsbehörden, die Vermögensauskünfte nach § 284 Abgabenordnung verlangen können, die Vermögensverzeichnisse zu Vollstreckungszwecken abrufen. Zur Einsicht befugt sind auch Vollstreckungsgerichte, Insolvenzgerichte und Registergerichte sowie Strafverfolgungsbehörden, soweit dies zur Erfüllung der ihnen obliegenden Aufgaben erforderlich ist (§ 802k Abs. 2 ZPO).
Nach Ablauf von zwei Jahren seit der Auskunft wird das Vermögensverzeichnis vom zentralen Vollstreckungsgericht gelöscht (§ 802k Abs. 1 Satz 3 ZPO).
Weitere Einzelheiten sind in der Vermögensverzeichnisverordnung vom 26. Juli 2012 geregelt (BGBl. I S. 1663).
Eine Sonderregelung für Finanzbehörden findet sich in § 249 Abs. 2 AO.

## Übergangsweise weiter geltendes bisheriges Recht
Ging der Vollstreckungsauftrag vor dem 1. Januar 2013 ein, galt nach § 39 EGZPO das bisherige Recht weiter. Dann richtete sich die Erstellung und Vorlage des Vermögensverzeichnisses durch den Schuldner und die eidesstattliche Versicherung der Richtigkeit und Vollständigkeit nach § 807 ZPO alter Fassung, das Verfahren zur Abnahme der eidesstattlichen Versicherung nach § 900 ZPO alter Fassung. Hiernach war das Vermögensverzeichnis beim örtlich zuständigen Vollstreckungsgericht am Wohnsitz des Schuldners (nicht beim neu geschaffenen zentralen Vollstreckungsgericht) zu hinterlegen. Die Abgabe der eidesstattlichen Versicherung nach altem Recht wurde im Schuldnerverzeichnis nach § 915 ZPO alter Fassung beim örtlich zuständigen Vollstreckungsgericht eingetragen. Wenn die dortigen Eintragungen in den in § 915a ZPO a. F. vorgesehenen Fristen gelöscht sind, wird es diese alten Schuldnerverzeichnisse nicht mehr geben.

## Zeit des Nationalsozialismus
1938 mussten deutsche Juden gemäß der Verordnung über die Anmeldung des Vermögens von Juden vom 26. April 1938 (RGBl. I, S. 414) Vermögen über einem Wert von 5000 RM in einem Vermögensverzeichnis auflisten. Diese Angaben wurden nach den Novemberpogromen 1938 dazu verwendet, um die Höhe einer verhängten Judenvermögensabgabe festzusetzen.